# Halkosaari (ö i Södra Savolax, Pieksämäki)
Halkosaari är en ö i Finland. Den ligger i sjön Syvänsi och i kommunen Pieksämäki i den ekonomiska regionen  Pieksämäki ekonomiska region  och landskapet Södra Savolax, i den södra delen av landet, 280 km nordost om huvudstaden Helsingfors. Öns area är 3,5 hektar och dess största längd är 0,5 kilometer i sydöst-nordvästlig riktning.